# Likvidace pozůstalosti
Likvidace pozůstalosti (dříve označováno jako likvidace dědictví) je procesním právem upravený způsob vypořádání práv a závazků náležejících do pozůstalosti, které je předluženo. Likvidace dědictví se provádí zpeněžením všeho zůstavitelova majetku, přičemž výtěžek tohoto zpeněžení se rozdělí mezi zůstavitelovy věřitele podle rozvrhu stanoveného soudem.
Účastníky při likvidaci pozůstalosti jsou věřitelé v rámci uspokojení své pohledávky, a likvidační správce. Pokud se věřitelé zcela vzdají svého práva na uspokojení své pohledávky, přestanou být účastníky v průběhu likvidace pozůstalosti. Likvidaci pozůstalosti nařizuje soud buď na základě návrhu dědice, věřitele či státu, nebo bez návrhu za určitých podmínek. Pokud je rozhodnuto o likvidaci pozůstalosti, měl by soudní komisař zajistit, aby byl zůstavitelův majetek zpeněžen bez prodlení.
Likvidační podstata je tvořena z majetku zůstavitele, jenž byl v jeho vlastnictví v den své smrti, z pohledávek vzniklých po smrti zůstavitele, z majetku patřícího do likvidační podstaty a z dalšího majetku stanoveného zákonem. Zjišťování likvidační podstaty má zpravidla na starost likvidační správce nebo notář, pokud není určen někdo jiný.  Likvidačního správce jmenuje soud. Soud může za správce zvolit osobu, jež je uvedena v seznamu insolvenčních správců nebo osobu splňující předpoklady pro zápis do seznamu insolvenčních správců.
Informační povinnost ohledně skutečností souvisejících s majetkem patřícím do likvidační podstaty mají ti jedinci, kteří znají skutečnosti ohledně zmíněného majetku či jedinci, kteří vedou seznamy nebo systémy s obsahem informací o majetku v likvidační podstatě. Zmíněné skutečnosti musí sdělit na základě výzvy likvidačnímu správci nebo notáři.
Likvidační správce či notář se souhlasem soudu může uskutečnit zpeněžení majetku patřícího do likvidační podstaty. Způsob jeho zpeněžení, cenu a podmínky určí soud. Majetek patřící do likvidační podstaty je možné zpeněžit buď prodejem nebo věřitelem. Ze zisku zpeněžení majetku patřícího do likvidační podstaty jsou hrazeny pohledávky. Nezpeněžený majetek patřící do likvidační podstaty připadá státu.
Dluhy zůstavitele lze označit jako pasiva likvidační podstaty. Do pasiv pozůstalosti spadají i náklady za pohřeb, náklady konkrétních osob na zaopatření a dluhy vzniklé po smrti zůstavitele. Soud pasiva pozůstalosti uvede v seznamu pasiv, přičemž čerpá z údajů dědiců. Pokud se dědici neshodnou na tom, co spadá do pasiv pozůstalosti, pak není možné k těmto informacím při řízení a projednávání pozůstalosti přihlížet.
Řízení při likvidaci pozůstalosti je ukončeno buď rozvrhovým usnesením, kdy je pravomocně rozhodnuto o rozdělení celého či zbylého výtěžku majetku likvidační podstaty, nebo usnesením, jímž je rozhodnuto o vydání likvidačního přebytku. Společně s ukončením likvidačního řízení zanikají neuspokojené pohledávky, jimž odpovídá pasivum pozůstalosti. Likvidace pozůstalosti musí být zastavena, pokud se po nařízení likvidace ukáže, že je zůstavitel naživu.